# George Elvey
George Job Elvey (auch Sir George Job Elvey, * 27. März 1816 in Canterbury; † 9. Dezember 1893 in Windlesham) war ein britischer Organist und Komponist.

## Leben und Werk
George Elvey war Schüler seines älteren Bruders Stephen Elvey. 1838 erwarb er seinen Baccalaureus. 1838 wurde er Doktor der Musik (d.Mus.) in Oxford.
Von 1835 bis 1882 wirkte er als Organist der St.-Georgs-Kapelle in Windsor. 1871 wurde er geadelt.
George Elvey komponierte vorwiegend Kirchenmusik. Als 18-Jähriger hatte er den Gresham-Preis für seine Kantate Bow dow thine ear gewonnen. Er schrieb auch die Hymnen The Lord is King und Sing, O heavens sowie das Antiphon Die Töchter Sions.